# Гргељ
Гргељ (словен. Grgelj) је насељено место у општини Костел, регија Југоисточна Словенија, Словенија.

## Историја
До територијалне реорганизације у Словенији био је у саставу старе општине Кочевје.

## Становништво
У попису становништва из 2011. године, Гргељ је имао 2 становника.
| Број становника према пописима | Број становника према пописима | Број становника према пописима |
| ------------------------------ | ------------------------------ | ------------------------------ |
| 1991                           | 2002                           | 2011                           |
| 4                              | З                              | 2                              |

Напомена: Године 1953. повећано за насеље Жлебе, које је укинуто.
- Ознака З представља заштићене податке